# Burgstall Hochkuchl
Die Burg Hochkuchl ist eine abgegangene Höhenburg bei 723 m ü. A. auf dem Hochkuchlberg im Ortsteil Hochkuchl der Gemeinde Lohnsburg im Bezirk Ried im Innkreis von Oberösterreich in der Nähe des Gipfelkreuzes des Hochkuchlberges. Bei dem gleichnamigen Hochkuchlberg bei Pattigham, der ebenfalls als Sitz der Kuchler vermutet wird, konnte im Jahr 2013 auch ein Burgstall nachgewiesen werden.

## Geschichte
Hier war vermutlich der erste Ansitz des Geschlechts der Kuchler, bevor die Brüder Konrad III. und Hartneid II. aus dieser Familie 1377 Friedberg und Mattighofen vom Bistum Bamberg erwerben konnten. Es ist hier eine frühmittelalterliche Anlage zu vermuten, die eventuell als Schutz gegen die Magjaren errichtet wurde und die im Hochmittelalter von den Kuchlern weiterbenutzt wurde.
1146 wird ein Eppo de Hohenchuchin genannt, 1165 ein Heinrich, 1179 ein Eberhard, 1200 ein nobuilis Otto de Hochhuch, 1204 ein Gottschalchus de Chiuchil und 1228 ein Heinricus Chuocheler.  Diese traten als Zeugen bei Grundgeschäften der Klöster Vormbach, Reichersberg und Admont auf. 1363 verweist das Friedburger Urbar auf den Besitz der Kuchler bei Lohnsburg hin. Die Kuchler werden als Teilnehmer bei den Turnieren in Köln (1179) und Zürich (1165) genannt. Ende des 13. Jahrhunderts waren unter ihnen hohe Beamte des Erzbistums Salzburg. Konrad II. war Hauptmann während der bayerisch-österreichischen Bauernaufstandes. 1403 erhielt Hohenkuchl die Gerichtsbarkeit. Der letzte Kuchler dürfte Konrad IV. gewesen sein.

Burgstall Hochkuchlberg
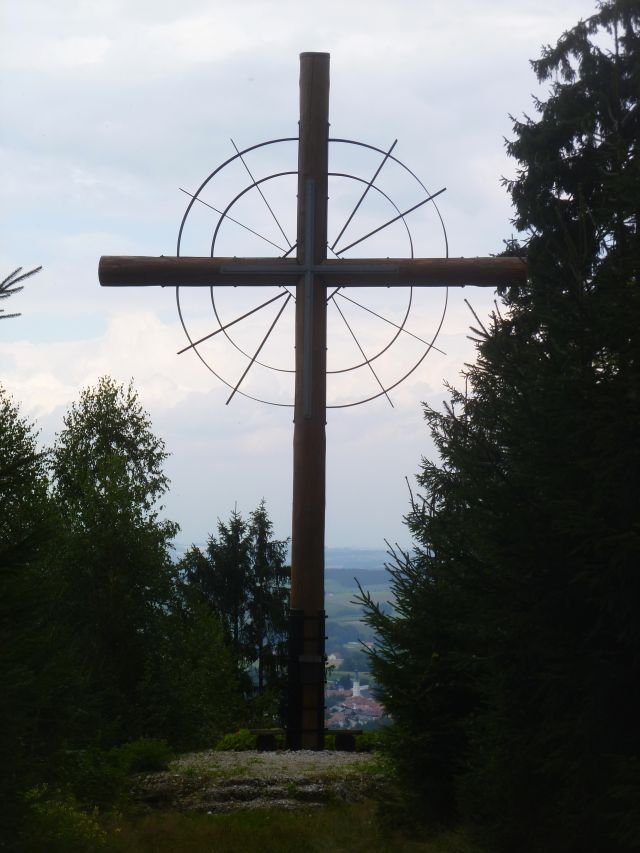
Gipfelkreuz am Hochkuchlberg
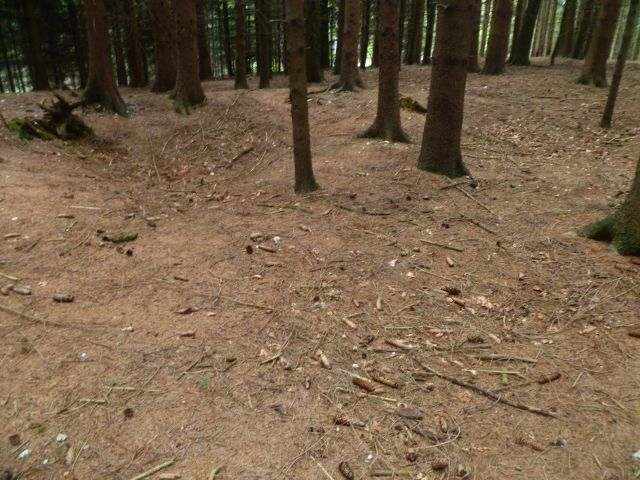
Einsenkungen am Burgstall Hochkuchlberg

## Burgruine Hochkuchl heute
Heute ist noch eine ringwallartige Wehranlage auf einer Höhenkuppe des Hochkuchlberges unweit des Gipfelkreuzes zu sehen. Zwei Gruben innerhalb des Ringwalles dürften als Zisternen zu deuten sein. Durch eine Forststraße, die die Wehranlage umrundet, ist die ehemalige Burganlage beeinträchtigt.